# Arne Selmosson
Arne Bengt Selmosson (* 29. März 1931 in Götene; † 22. Februar 2002 ebenda) war ein schwedischer Fußballspieler. Mit der schwedischen Nationalmannschaft wurde er 1958 Vizeweltmeister. Mit AS Rom gewann er 1961 den Europa-League-Vorläufer Messepokal. In Italien hatte der Stürmer aufgrund seiner blonden Haare den Spitznamen Raggio di Luna, was etwa mit „Strahlemond“ zu übersetzen wäre.

## Leben und Wirken

### Anfänge in Schweden und der Nationalmannschaft
Von der Jugend des Sils IF in seiner Geburtsstadt Götene kommend, schloss er sich im Juni 1950 dem Vizemeister Jönköpings Södra IF an. Mit dem wurde er in den folgenden Jahren zwar nurmehr 5., 9. und 7. und stieg 1954 gar als 11. von zwölf Vereinen ab. Er persönlich führte sich aber sehr gut ein und wurde sogleich Stammspieler. In 81 Ligaspielen kam er zu 33 Toren.
Bereits im September 1950, anlässlich einer 1:5-Niederlage gegen Norwegen im Heimstadion Jönköpings, dem Stadsparksvallen, kam er in der B-Nationalmannschaft zum Einsatz. Im Juni 1951 kam es sogar zum Debüt in der A-Nationalmannschaft, wo es aber in Reykjavík gegen Island mit 3:4 auch eine Niederlage setzte. Im September kam er dann im Råsundastadion von Solna bei einem weiteren freundschaftlichen Länderkampf, diesmal gegen Finnland, zu einem 3:2-Erfolg. In seinem dritten A-Länderspiel im Mai 1953 ging es, erneut im Råsunda, diesmal um die Qualifikation zur Weltmeisterschaft 1954. Selmosson erhöhte dort in der 26. Minute auf 2:0 gegen Belgien, doch am Ende hatten die Gäste mit 3:2 die Oberhand und sollten sich dann auch für die Endrunde in der Schweiz qualifizieren.

### Italien: Udinese und Lazio
Zur Saison 1954/55 wechselte Selmosson für 150 Millionen Lire, damals rund eine Million Deutsche Mark, von Jönköping in die Serie A zu Udinese Calcio. Das bedeutete auch das einstweilige Ende Selmossons in der Nationalmannschaft, wo Schweden damals prinzipiell auf Proffs – Berufsfußballer – verzichtete. Bei den Norditalienern wurde er auf Anhieb zum Stammspieler und bildete zusammen mit Lorenzo Bettini ein gefährliches Sturmduo. Mit 14 Treffern in 34 Spielen hatte er großen Anteil daran, dass Udine, im Vorjahr noch 15., eine ausgezeichnete Saison spielte und sich nur vier Punkte hinter der AC Mailand als Vizemeister platzierte. Da am Ende der Saison Udine wegen eines in die Saison 1952/53 zurückreichenden Bestechungsskandals in die Serie B zwangsversetzt wurde, verließ Selmosson zusammen mit Bettini die Friaulaner in Richtung Lazio Rom.
Hier spielte er weiterhin auf hohem Niveau und bildete mit dem Brasilianer Humberto Tozzi, dem meist der Vorzug vor Bettini gegeben wurde, einen ebenso gefürchteten Angriff. In drei Saisons bei Lazio, in denen die Römer 4., 3. und 15. wurden und sich 1958 für die Viertelfinals der erstmals seit 1943 wieder ausgetragenen Coppa Italia qualifizierten, erzielte er 31 Treffer in 101 Ligaspielen.

### Weltmeisterschaft 1958 – AS Rom und erneut Udinese
Zur Weltmeisterschaft 1958 wurde er vom englischen Nationaltrainer George Raynor als einer von sechs Italien-Legionären in den Kader Schwedens berufen. Schweden zog bei diesem Turnier ins Finale ein, wo allerdings die sensationellen Brasilianer 5:2 siegten. Selmosson kam dabei nur beim 0:0 im Gruppenspiel gegen Wales, sein viertes und letztes Länderspiel, zum Einsatz. Die Konkurrenz durch Spieler wie Gunnar Gren, Kurt Hamrin, Nils Liedholm und Lennart Skoglund war damals enorm.
Einstweilen spitzte sich bei Lazio eine seit einiger Zeit dahinschwelende finanzielle Krise zu, was dazu führte, dass Selmosson zur Saison 1958/59 zum Lokalrivalen AS Rom – gegen seinen Willen, wie es heißt – verkauft wurde, was damals großen Unmut unter den Fans auslöste. Lazio gewann im September ohne dem abgegebenen Selmosson die Coppa Italia 1958.

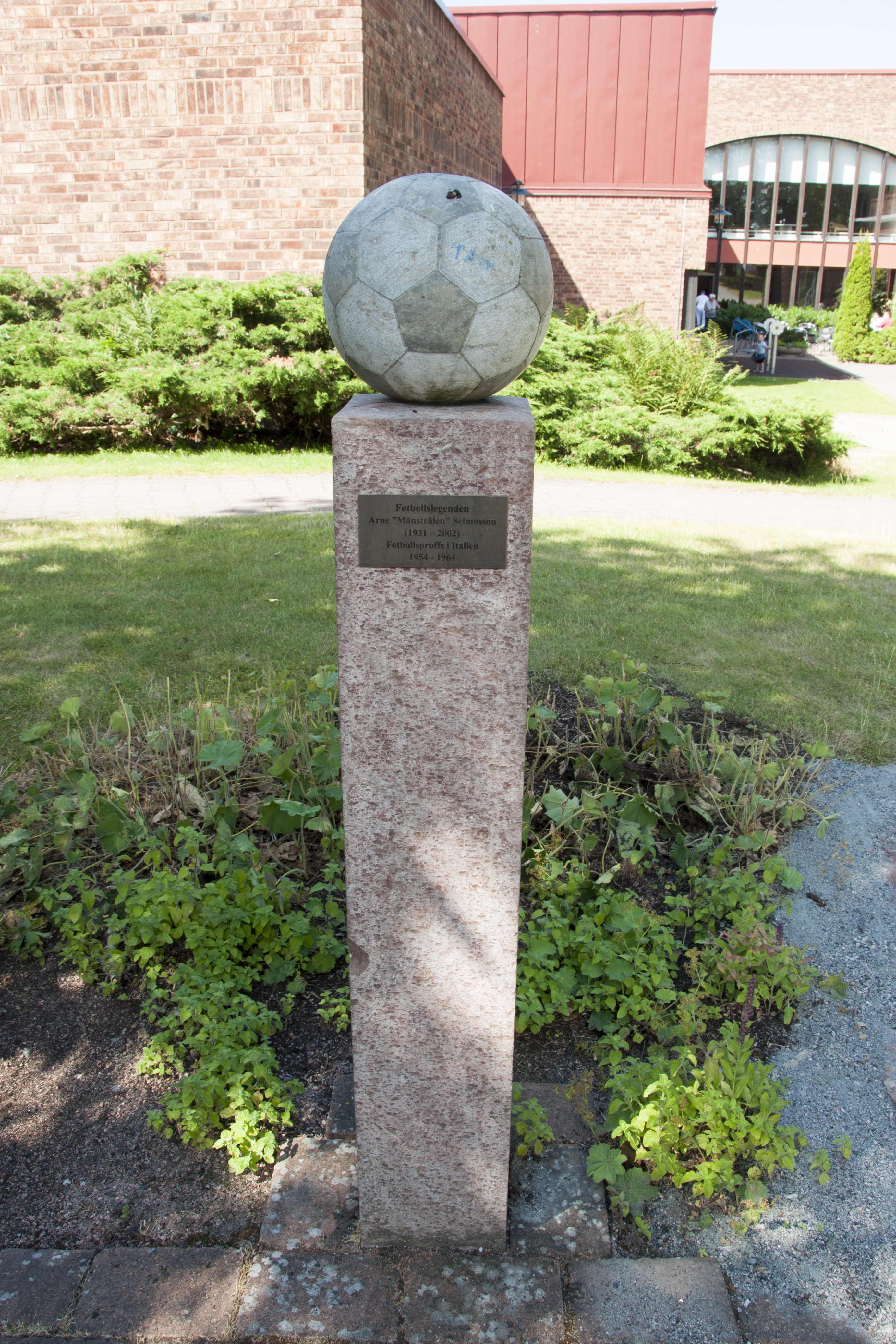
Denkmal für Arne Selmosson in Götene

Mit der Roma, die zu Beginn und Ende seiner ersten Saison dort von seinem legendären Landsmann Gunnar Nordahl trainiert wurde, gewann er den Messestädte-Pokal 1960/61, wo er im Halbfinale gegen den Hibernian FC aus Edinburgh einen Treffer erzielte, aber in den Finalspielen gegen Birmingham City nicht zum Einsatz kam. Bei der Roma wurde er noch in seiner ersten Saison auch zum ersten Spieler der im römischen Derby für beide Vereine getroffen hat; erst im September 2018 sollte der Serbe Aleksandar Kolarov nachziehen, als er für Roma einnetzte. Nach drei Spielzeiten im Trikot der Giallorossi, für die er in 87 Ligaspielen 30 Mal traf und die in dieser Zeit in der Serie A 6., 9. und 5. wurden – und damit immer vor Lazio lagen, welches zuletzt sogar abstieg – kehrte er zu Udinese Calcio zurück.
Nach der ersten Spielzeit, in der er in 23 Spielen sechsmal traf, stieg Udine wieder in die Serie B ab. Trotzdem blieb Selmosson den Friaulanern für zwei weitere Saisons – 50 Spiele, 12 Tore – treu. Am Ende der Saison 1963/64 stieg Udinese sogar in die dritte Liga ab. Selmosson, nunmehr 33 Jahre alt, beendete damit seine große Spielerlaufbahn und kehrte nach Schweden zurück.

### Rückkehr nach Schweden
Als Spielertrainer arbeitete er zunächst für Skövde AIK. Diesen Verein führte er von der vierten Liga zum Aufstieg 1966 in die damals viergleisige zweite Liga. In der Gruppe Norra Götaland belegte Skövde AIK 1967 und 1968 die Ränge drei und zwei. Auch nach seinem Ausstieg hielt sich der Verein bis zum Abstieg 1975 in der Spitze der jeweiligen Gruppe. Danach war er von 1969 bis 1971 Spielertrainer bei Götene IF, in seinem Geburtsort, tätig. Er führte den Verein in seinem ersten Jahr in die dritte Spielklasse Schwedens, in der er sich dann über sechs Saisons hinweg bis 1975 halten konnte. Selmosson hatte über lange Jahre hinweg auch ein Sportgeschäft in Götene.
Am 22. Februar 2002 verstarb Arne Selmosson im Alter von 70 Jahren in Götene. 2009 bekam er ein Denkmal in seiner Heimatstadt. In Udine wurde 2012 beschlossen, eine kleine Straße nach ihm zu benennen. 2013 wurde er vom Verein der schwedischen Fußballhistoriker und -statistiker als 45. Mitglied in deren Ruhmeshalle aufgenommen.